# Elecciones al Senado de 1993 (Madrid)
Las elecciones al Senado de 1993 se celebraron en la Comunidad de Madrid el domingo 6 de junio, como parte de las elecciones generales convocadas por Real Decreto dispuesto el 12 de abril de 1993 y publicado en el Boletín Oficial del Estado el día siguiente. Se eligieron los 4 senadores correspondientes a la circunscripción electoral de Madrid, mediante escrutinio mayoritario plurinominal parcial con listas abiertas.

## Resultados
Los comicios resultaron en la elección como senadores de Alberto Ruiz-Gallardón, Roberto Soravilla y Rosa Vindel (los tres del Partido Popular) y de Juan Barranco (del Partido Socialista Obrero Español). El escrutinio completo y definitivo se detalla a continuación.
| Candidato                                      | Candidato                                      | Lista          | Votos     |
| ---------------------------------------------- | ---------------------------------------------- | -------------- | --------- |
|                                                | Alberto Ruiz-Gallardón Jiménez                 | PP             | 1 344 395 |
|                                                | Roberto Soravilla Fernández                    | PP             | 1 291 791 |
|                                                | María Rosa Vindel López                        | PP             | 1 272 901 |
|                                                | Juan Barranco Gallardo                         | PSOE           | 1 110 366 |
| José Prat García                               | José Prat García                               | PSOE           | 1 036 401 |
| Ana Tutor Guarnido                             | Ana Tutor Guarnido                             | PSOE           | 1 027 535 |
| Bonifacio-Félix López-Rey Gómez                | Bonifacio-Félix López-Rey Gómez                | IU             | 415 098   |
| Manuel Enrique Monereo Pérez                   | Manuel Enrique Monereo Pérez                   | IU             | 377 174   |
| María Montserrat Muñoz de Diego                | María Montserrat Muñoz de Diego                | IU             | 368 421   |
| Alicia María Canto de Gregorio                 | Alicia María Canto de Gregorio                 | CDS            | 111 262   |
| Celia García Contreras                         | Celia García Contreras                         | CDS            | 82 793    |
| Juan Antonio Zuriarrain Fernández              | Juan Antonio Zuriarrain Fernández              | CDS            | 75 579    |
| Esteban Cabal Riera                            | Esteban Cabal Riera                            | Verdes         | 53 499    |
| Jesús Galán Jiménez                            | Jesús Galán Jiménez                            | Verdes         | 34 562    |
| Manuel Valero Yáñez                            | Manuel Valero Yáñez                            | Verdes         | 29 920    |
| José María Nieto Vigil                         | José María Nieto Vigil                         | Ruiz-Mateos    | 19 849    |
| Senador González Puente                        | Senador González Puente                        | UPL            | 13 000    |
| José Francisco Fernández García                | José Francisco Fernández García                | LE             | 12 623    |
| José Luis Saavedra Iglesias                    | José Luis Saavedra Iglesias                    | Ruiz-Mateos    | 12 167    |
| Joaquín Yvancos Muñiz                          | Joaquín Yvancos Muñiz                          | Ruiz-Mateos    | 11 079    |
| Marina Fraile González                         | Marina Fraile González                         | LE             | 7406      |
| Miguel Cristo Sánchez                          | Miguel Cristo Sánchez                          | EU             | 5746      |
| Lorenzo Cuchet Serrano                         | Lorenzo Cuchet Serrano                         | USV            | 5204      |
| Alejandro Hermoso Hernández                    | Alejandro Hermoso Hernández                    | EU             | 4962      |
| Gonzalo Martínez Bueno                         | Gonzalo Martínez Bueno                         | PRIM           | 4799      |
| Isabel María Gómez Carrasco                    | Isabel María Gómez Carrasco                    | ACI            | 4699      |
| Fernando Martínez Sola                         | Fernando Martínez Sola                         | LE             | 4421      |
| Eduardo Gallego-Duque                          | Eduardo Gallego-Duque                          | VERDE          | 4254      |
| Luis Gil Maqueda                               | Luis Gil Maqueda                               | EU             | 3618      |
| Adoración Burriel del Amo                      | Adoración Burriel del Amo                      | PED            | 3478      |
| Santos Victoriano Ordás Cremer (Víctor Cremer) | Santos Victoriano Ordás Cremer (Víctor Cremer) | POR            | 3226      |
| Nicolás Piñeiro Pérez                          | Nicolás Piñeiro Pérez                          | PRIM           | 3179      |
| Raimundo José Largo Heredero                   | Raimundo José Largo Heredero                   | VERDE          | 2796      |
| Florencio García Cuenca                        | Florencio García Cuenca                        | FE de las JONS | 2779      |
| María del Carmen Santarén González             | María del Carmen Santarén González             | PRIM           | 2735      |
| Leovigildo González Benito                     | Leovigildo González Benito                     | AE             | 2595      |
| María del Pilar Arregui Calvo                  | María del Pilar Arregui Calvo                  | TC-PNC         | 2477      |
| Juan Antonio Martínez Mateos                   | Juan Antonio Martínez Mateos                   | USV            | 2472      |
| José Manuel Campillo Barinaga                  | José Manuel Campillo Barinaga                  | ACI            | 2376      |
| Isabel Pérez Gallardo                          | Isabel Pérez Gallardo                          | LE             | 2237      |
| Julio Mateos Martínez                          | Julio Mateos Martínez                          | USV            | 2126      |
| Óscar Elegido González-Quevedo                 | Óscar Elegido González-Quevedo                 | PH             | 2027      |
| Alfonso Martínez y Melguizo                    | Alfonso Martínez y Melguizo                    | VERDE          | 2021      |
| José Antonio Collado Rodríguez                 | José Antonio Collado Rodríguez                 | MCE            | 1891      |
| Joaquín Lledó Avilleira                        | Joaquín Lledó Avilleira                        | ARDE           | 1886      |
| Francisco Jesús Carballo López                 | Francisco Jesús Carballo López                 | FE(I)          | 1741      |
| Fernando Amiano Chinchurreta                   | Fernando Amiano Chinchurreta                   | PSF            | 1683      |
| Luis del Río Fernández                         | Luis del Río Fernández                         | FE de las JONS | 1582      |
| Begoña Gimeno Díaz                             | Begoña Gimeno Díaz                             | ACI            | 1479      |
| Óscar Camazón García                           | Óscar Camazón García                           | UC             | 1434      |
| Eduardo Valle Maroto                           | Eduardo Valle Maroto                           | TC-PNC         | 1425      |
| Montserrat Calsapeu Layret                     | Montserrat Calsapeu Layret                     | PLN            | 1408      |
| Manuel Martínez Azaña                          | Manuel Martínez Azaña                          | ARDE           | 1326      |
| Placido del Río Mielgo                         | Placido del Río Mielgo                         | PREPAL         | 1227      |
| Miguel Ángel Rodríguez Fernández               | Miguel Ángel Rodríguez Fernández               | ARDE           | 1036      |
| Fernando Gascón Barba                          | Fernando Gascón Barba                          | PSF            | 1025      |
| Tomás José Sánchez Molina                      | Tomás José Sánchez Molina                      | PH             | 950       |
| María del Sagrario Palazón Jiménez             | María del Sagrario Palazón Jiménez             | PSF            | 940       |
| José Gómez Martínez                            | José Gómez Martínez                            | NPS            | 932       |
| Francisco Javier González Jiménez              | Francisco Javier González Jiménez              | FE(I)          | 907       |
| María Esperanza Moreno Martínez                | María Esperanza Moreno Martínez                | UV             | 879       |
| Flora Álvarez del Valle                        | Flora Álvarez del Valle                        | CN             | 785       |
| Montserrat Claros Lloret                       | Montserrat Claros Lloret                       | PLN            | 759       |
| Juan Antonio Rodríguez Montanero               | Juan Antonio Rodríguez Montanero               | FE(I)          | 749       |
| Felicidad Cancho Pinto                         | Felicidad Cancho Pinto                         | UC             | 722       |
| Fernando Gil Lagunilla                         | Fernando Gil Lagunilla                         | PADP           | 665       |
| Miguel Ramón Ramón                             | Miguel Ramón Ramón                             | PLN            | 660       |
| María Concepción Díez Valcabado                | María Concepción Díez Valcabado                | UC             | 645       |
| José Santiago Merino                           | José Santiago Merino                           | PSF            | 520       |
| Jesús María García Domínguez                   | Jesús María García Domínguez                   | MCES           | 492       |
| Joaquín Muñoz-Casillas Sánchez                 | Joaquín Muñoz-Casillas Sánchez                 | P.PR           | 467       |
| Heliodoro Bielsa Carpintero                    | Heliodoro Bielsa Carpintero                    | PADP           | 421       |
| Ana María Méndez Santamaría                    | Ana María Méndez Santamaría                    | CN             | 415       |
| Jesús Castro Vázquez                           | Jesús Castro Vázquez                           | CN             | 357       |
| Noelia de la Rosa Muñoz                        | Noelia de la Rosa Muñoz                        | PED            | 330       |
| Florentina González García                     | Florentina González García                     | MCES           | 257       |
| Nuria Juncas Gómez                             | Nuria Juncas Gómez                             | PED            | 239       |
| Manuel Mateos Martín                           | Manuel Mateos Martín                           | MCES           | 190       |
| María Rocío Sanz Pellón                        | María Rocío Sanz Pellón                        | MCES           | 70        |
| Matías Rico Moral                              | Matías Rico Moral                              | UCE            | 0         |
| María Jesús Navarro Teruel                     | María Jesús Navarro Teruel                     | UCE            | 0         |